# 実効輻射電力
実効輻射電力（じっこうふくしゃでんりょく）とは、ある一定の方向に放射される電波の電力の強さのことを指す。常用漢字の範囲内で、「実効放射電力」と表記されることもある。

## 概説
放送局の送信電波の強さや無線LANの電波の強さなどをあらわす際などに使われる。
実効輻射電力がアイソトロピック・アンテナを基準とした電力を指す場合、英語では「Equivalent Isotropic Radiated Power」「Effective Isotropic Radiated Power」となり、頭文字をとり「EIRP」とも呼ばれる。これを直訳すると「実効等方輻射電力」となる。一方、ダイポールアンテナを基準にした電力は「Isotropic」を省略して「ERP」と呼ばれ、日本語では本項題の「実効輻射電力」と呼ばれる。
常用漢字に「輻」が含まれないため、「輻射」を「放射」に置き換えて表記されることもある(放射を参照）。
日本国電波法施行規則では、第2条78号により後者を「実効輻射電力（じっこうふくしゃでんりょく）」、第2条78号の2により前者を「等価等方輻射電力（とうかとうほうふくしゃでんりょく）」と定義している。

## 電波法施行規則での定義
- 第2条第1項第78号
  - 「実効輻射電力」とは、空中線に供給される電力に、与えられた方向における空中線の相対利得を乗じたものをいう。
- 第2条第1項第78の2号
  - 「等価等方輻射電力」とは、空中線に供給される電力に、与えられた方向における空中線の絶対利得を乗じたものをいう。